# Битка код Портленда
Ова битке са назива још и „Тродневна битка у Енглеском каналу“ а одигравала се практично у троуглу Портленд — Шербур — Авр.

## Ситуација пред битку
Након пораза код Данџенеса Енглези су реорганизовали и појачали своју флоту те су је половином фебруара 1653. г. упутили у Ламанш.
Холандска флота од око 80 ратних бродова, под командом адмирала Мартена Тромпа, осигуравала је конвој од око 250 трговачких бродова који су пловили кроз Ламанш и 28. фебруара, на око 30 km јужно од Портленда угледала је енглеску флоту од око 70 ратних бродова под командом генерала на мору Роберта Блејка.

## Битка
Иако у тежем положају јер су били у пратњи конвоја, Холанђани су напали први — са флотом у борбеном поретку врсте по групама кренуо је на енглеску флоту која је пловила растурено, по дивизијама, тражећи да обухвати истурену Блејкову ескадру. Овај холандски манеавар успела је да спречи енглеска заштитница под командом Вилијама Пена нападом на десно крило холандске ескадре. Упорна и жилава борба у тзв. мешавини плотунима и абордажом трајала је до сумрака, када је адмирал Тромп прекинуо борбени додир. Тада је наредио конвоју да под заштитом мрака настави пут према холандским лукама. Тиме је битно олакшао маневрисање своје ескадре.
Сутрадан, 1. марта су Холанђани ратне бродове постројили у поредак полудуге са испупчењем ка Енглезима, а трговачке бродове су поставили у приветрину. Због слабог ветра, тог дана је борбени поредак био касно успостављен а борба је трајала кратко, без одлучујућег резултата. Но због жестине борби првог дана појединим холандским бродовима већ је почело да несетаје муниције. Ноћ је омогућила пердах обема странама.
Трећег дана борбе, 2. марта, у зору Енглези су одлучно напали. Због штета од претходна два дана и потрошене муниције адмирал Тромп је имо само 30 бродова способних за борбу. Но и њихова муниција се ближила крају те зато енглески адмирал Пен успео да пробије заштитницу конвоја, нападне конвој и заплени неколико трговачких бродова, али је и сам имао доста губитака. Поприште битке се све више померало ка северозападу. Положај холандске флоте је постајао све критичнији, али и поред тога битка није јењавала. Обе стране, већ потпуно исцрпљене бориле су се последњим напорима. У сумрак је генерал на мору Блејк прекинуо борбу. Било је то у последњем трентку јер су Холанђани били пред катастрофом. Битка је фактички остала нерешена, иако су обе стране објавиле победу. Тромп је изгубио око десет ратних бродова и између 30 и 40 трговачких као и око 2000 људи, али је сачувао главнину конвоја. Енглези су изгубили један ратни брод, али су имали тешка оштећења на бродовима и губитке од око 1000 људи. Капетан на мору Блејк је последљег дана битке био тешко рањен тако да је команду преузео генерал на мору Џорџ Монк (енгл. George Monck, 1st Duke of Albemarle). Само захваљујући благовременој интервенцији адмирала Михила де Ројтер спасена је била трговачка флота која је већ била доведена у тешку опасност.

## Након битке
После ове битке уследило је затишје од неколико месеци. Обе стране су то искористиле да појачају изградњу својих морнарица. У томе су успеле, тако да је и једна и друга страна повећала своје снаге на око 100 ратних бродова, с тим што су енглески ратни бродови били већи и теже наоружани.